# Kapitolium
Kapitolium (engelska: United States Capitol eller bara The Capitol) är säte för USA:s kongress och är belägen på Capitol Hill inom United States Capitol Complex i den östra änden av National Mall i Washington, D.C.
Byggnaden är framför allt känd för sin stora vita dom, som är placerad ovanför rotundan. Senatskammaren finns i byggnadens norra flygel och Representanthusets plenisal ligger i den södra.

## Arkitektur

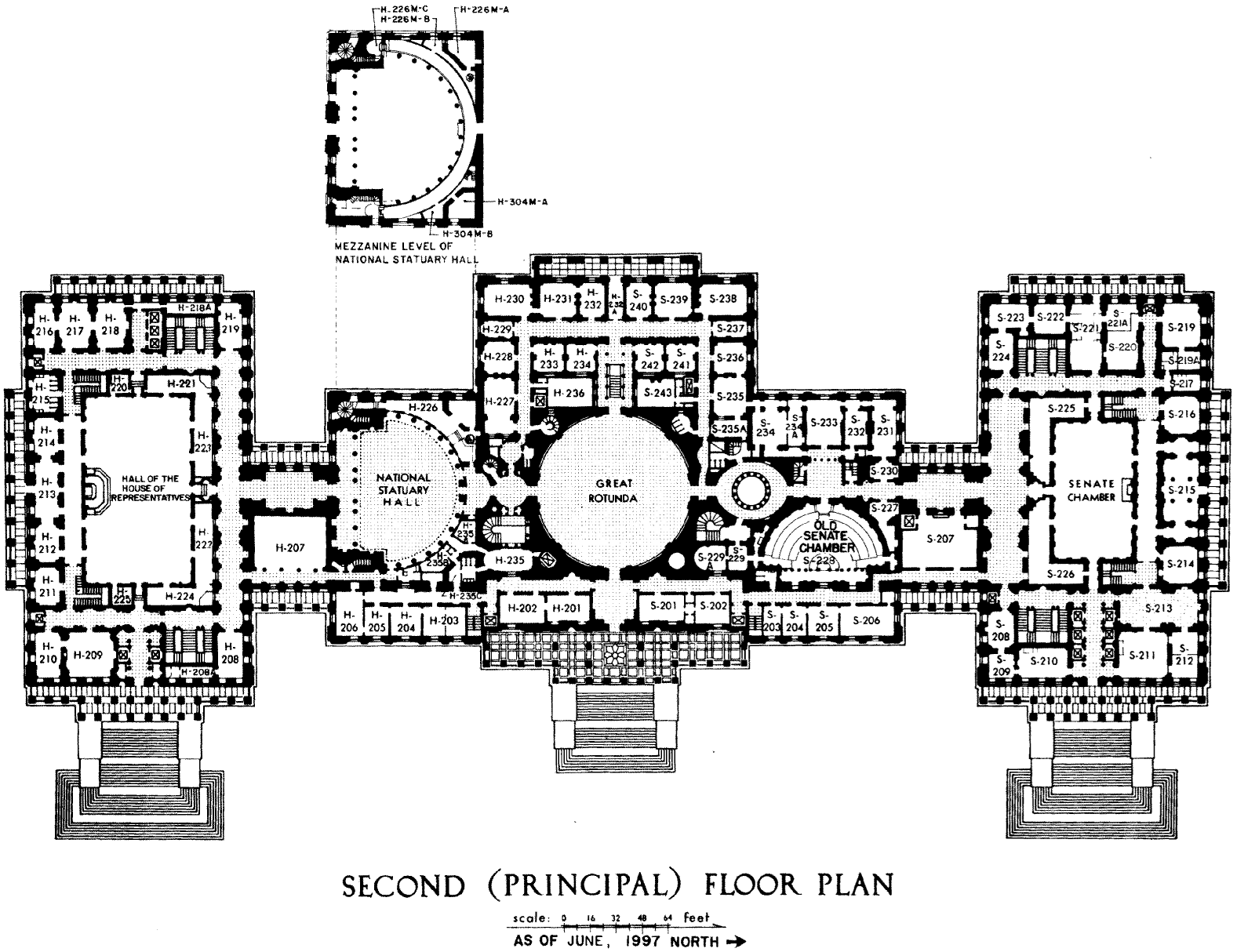
Plankarta över den andra våningen i Kapitolium från 1997.

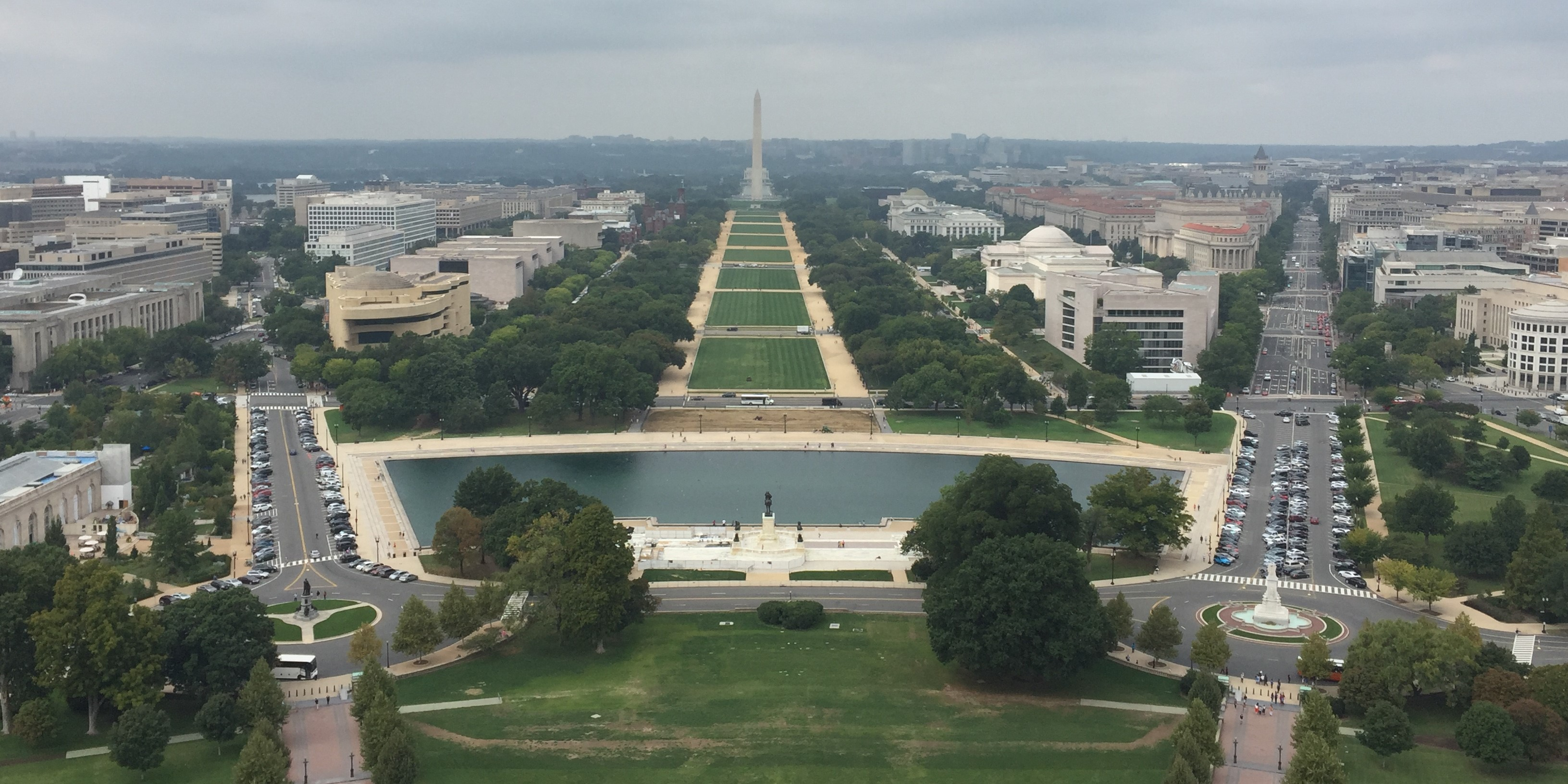
Vy västerut från Kapitoliums dom mot National Mall (mitten) och Pennsylvania Avenue (höger).

Kapitolium ritades av William Thornton och påbörjades 1773. Kapitoliums ursprungliga dom färdigställdes 1824 efter Bostonarkitekten Charles Bulfinchs ritningar. Bulfinchdomen var av trä täckt med koppar och med ett ljusinsläpp. Under 1850-talet ansågs kupolen vara för liten i förhållande till det i övrigt väsentligt utbyggda Kapitolium. Träkonstruktionen var också brandfarlig, och krävde konstant underhåll.
Thomas U. Walter ansvarade för utbyggnaden av Kapitolium. och ritade en skiss till en ny dom, som baserades på gjutjärn med kolonner, pilastrar, ett stort antal fönster, och över alltsammans en staty. Skissen var bara ett förslag till hur en ny kupol skulle kunna se ut, men antogs direkt. Anslagsförfarandet gick osedvanligt snabbt, och utan utskottsförhör kunde en order läggas i mars 1855.
Domens insida kröns av Constantino Brumidis fresk The Apotheosis of Washington, som placerades i rotundans öga. Målningen är uppspänd mellan den inre och yttre domen och den konkava duken mäter 65 fot i diameter.

### Julgran
Utanför Kapitolium reses varje år Capitols julgran. En julgran har rests i anslutning till Kapitolium varje år sedan 1919. Först 1964 etablerades dock en officiell procedur och ceremoniel omkring julgranen. Åren 1964–1967 pyntades årligen en planterad, åtta meter hög Douglasgran, medan senare års granar endast varit tillfälliga installationer (10 till 27 meter höga).

## Namn
Kapitolium har fått sitt namn från Roms kulle Capitolium. Under antiken sågs den med sitt Jupitertemplet som ett religiöst centrum, och liknande helgedomar runt om i Romerska riket gavs också namnet Capitolium. Detta var grunden till att folkrepresentationens centralbyggnad i USA och andra delstater långt senare gavs samma namn (engelska: Capitol). Hela stadsdistriktet i Washington går under namnet Capitol Hill ('Kapitoliekullen'), vilket även är en folklig omskrivning för USA:s kongress. På svenska förekommer båda skrivsätten Kapitolium och Capitolium.

## Galleri

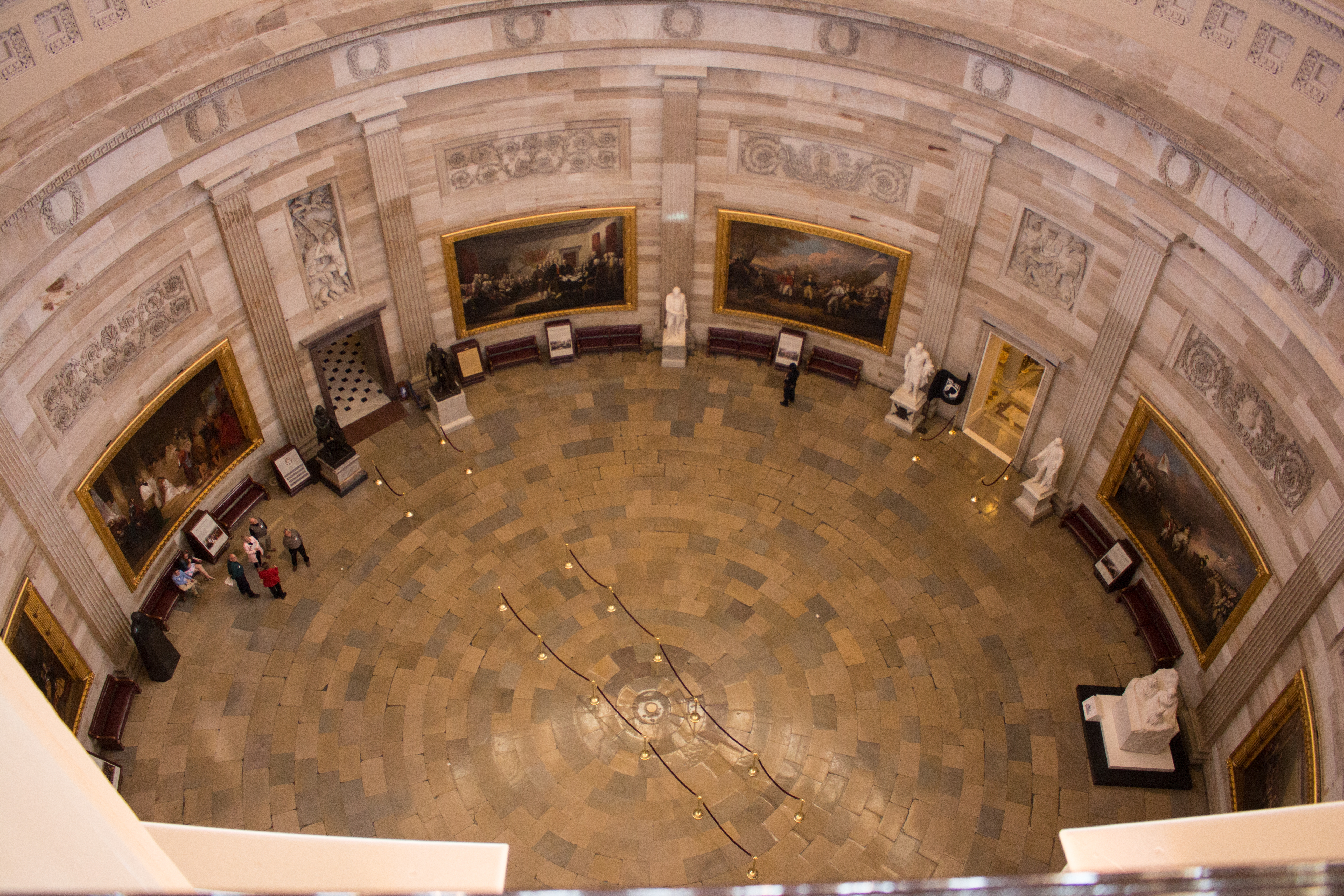
Rotundan
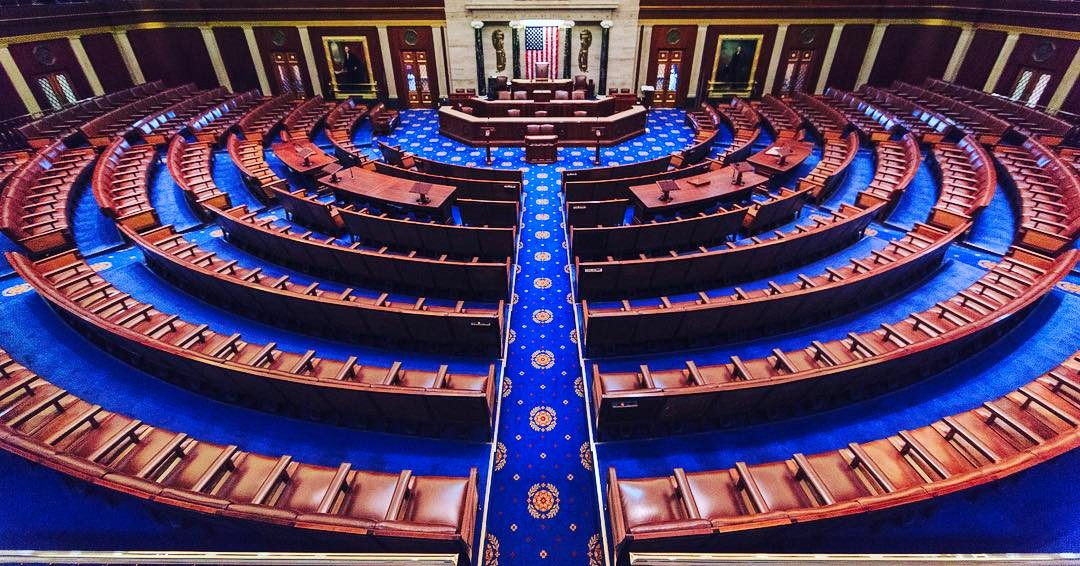
Representanthusets kammare
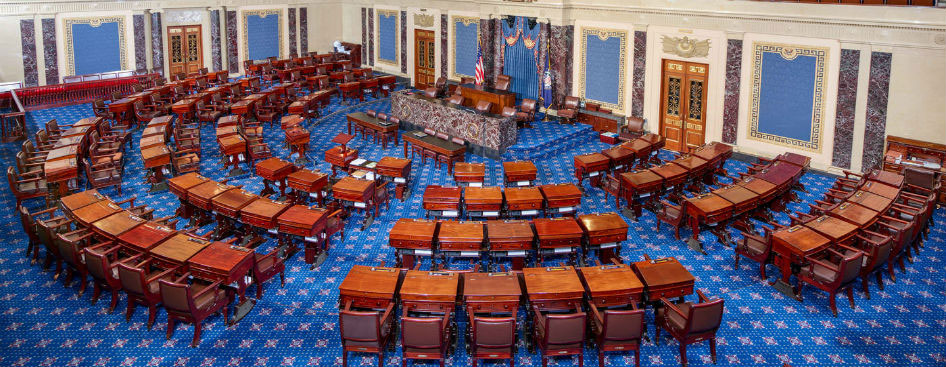
Senatens kammare
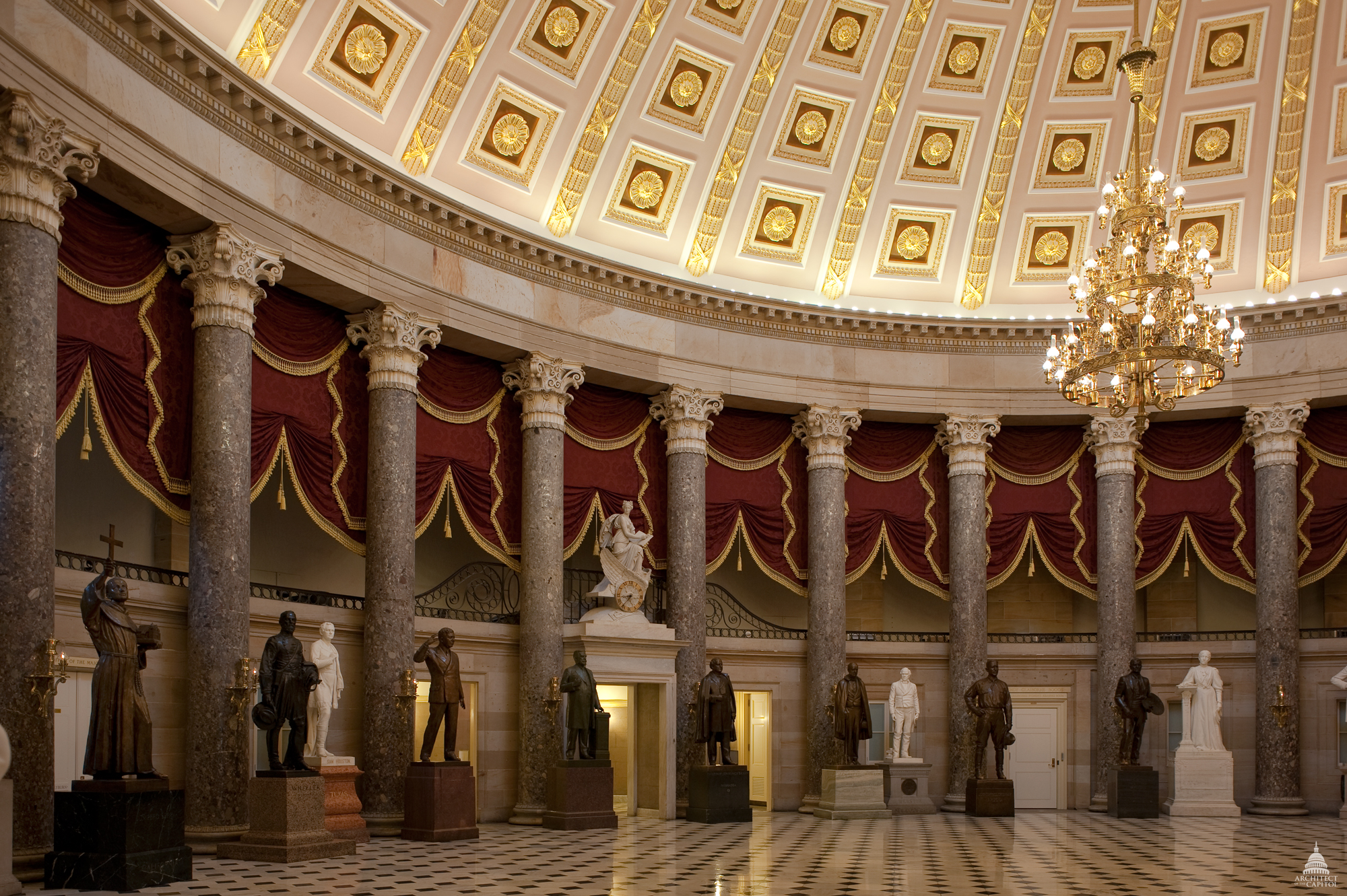
National Statuary Hall